# Thorleif C. Henriksen
Thorleif Camillo Henriksen (Fredrikstad, 23 dicembre 1881 – Fredrikstad, 3 febbraio 1944) è stato un compositore di scacchi norvegese.
Compose problemi diretti e studi. Molte sue composizioni furono pubblicate dal periodico Good Companion, edito da Alain Campbell White. Vinse numerosi primi premi in concorsi di composizione.

## Problemi di esempio
Il problema a sinistra fu proposto per la soluzione a Capablanca, ma egli non riuscì a trovarla.
|   | a | b | c | d | e | f | g | h |   |
| 8 | h8 donna del bianco · e7 re del bianco · f7 pedone del nero · h7 pedone del nero · f6 torre del nero · h6 torre del nero · a5 pedone del nero · b5 torre del bianco · f5 pedone del nero · g5 cavallo del nero · a4 alfiere del bianco · h4 pedone del nero · b3 pedone del bianco · c3 re del nero · e3 cavallo del bianco · f3 alfiere del nero · d2 torre del bianco · f1 cavallo del bianco | h8 donna del bianco · e7 re del bianco · f7 pedone del nero · h7 pedone del nero · f6 torre del nero · h6 torre del nero · a5 pedone del nero · b5 torre del bianco · f5 pedone del nero · g5 cavallo del nero · a4 alfiere del bianco · h4 pedone del nero · b3 pedone del bianco · c3 re del nero · e3 cavallo del bianco · f3 alfiere del nero · d2 torre del bianco · f1 cavallo del bianco | h8 donna del bianco · e7 re del bianco · f7 pedone del nero · h7 pedone del nero · f6 torre del nero · h6 torre del nero · a5 pedone del nero · b5 torre del bianco · f5 pedone del nero · g5 cavallo del nero · a4 alfiere del bianco · h4 pedone del nero · b3 pedone del bianco · c3 re del nero · e3 cavallo del bianco · f3 alfiere del nero · d2 torre del bianco · f1 cavallo del bianco | h8 donna del bianco · e7 re del bianco · f7 pedone del nero · h7 pedone del nero · f6 torre del nero · h6 torre del nero · a5 pedone del nero · b5 torre del bianco · f5 pedone del nero · g5 cavallo del nero · a4 alfiere del bianco · h4 pedone del nero · b3 pedone del bianco · c3 re del nero · e3 cavallo del bianco · f3 alfiere del nero · d2 torre del bianco · f1 cavallo del bianco | h8 donna del bianco · e7 re del bianco · f7 pedone del nero · h7 pedone del nero · f6 torre del nero · h6 torre del nero · a5 pedone del nero · b5 torre del bianco · f5 pedone del nero · g5 cavallo del nero · a4 alfiere del bianco · h4 pedone del nero · b3 pedone del bianco · c3 re del nero · e3 cavallo del bianco · f3 alfiere del nero · d2 torre del bianco · f1 cavallo del bianco | h8 donna del bianco · e7 re del bianco · f7 pedone del nero · h7 pedone del nero · f6 torre del nero · h6 torre del nero · a5 pedone del nero · b5 torre del bianco · f5 pedone del nero · g5 cavallo del nero · a4 alfiere del bianco · h4 pedone del nero · b3 pedone del bianco · c3 re del nero · e3 cavallo del bianco · f3 alfiere del nero · d2 torre del bianco · f1 cavallo del bianco | h8 donna del bianco · e7 re del bianco · f7 pedone del nero · h7 pedone del nero · f6 torre del nero · h6 torre del nero · a5 pedone del nero · b5 torre del bianco · f5 pedone del nero · g5 cavallo del nero · a4 alfiere del bianco · h4 pedone del nero · b3 pedone del bianco · c3 re del nero · e3 cavallo del bianco · f3 alfiere del nero · d2 torre del bianco · f1 cavallo del bianco | h8 donna del bianco · e7 re del bianco · f7 pedone del nero · h7 pedone del nero · f6 torre del nero · h6 torre del nero · a5 pedone del nero · b5 torre del bianco · f5 pedone del nero · g5 cavallo del nero · a4 alfiere del bianco · h4 pedone del nero · b3 pedone del bianco · c3 re del nero · e3 cavallo del bianco · f3 alfiere del nero · d2 torre del bianco · f1 cavallo del bianco | 8 |
| 7 | h8 donna del bianco · e7 re del bianco · f7 pedone del nero · h7 pedone del nero · f6 torre del nero · h6 torre del nero · a5 pedone del nero · b5 torre del bianco · f5 pedone del nero · g5 cavallo del nero · a4 alfiere del bianco · h4 pedone del nero · b3 pedone del bianco · c3 re del nero · e3 cavallo del bianco · f3 alfiere del nero · d2 torre del bianco · f1 cavallo del bianco | h8 donna del bianco · e7 re del bianco · f7 pedone del nero · h7 pedone del nero · f6 torre del nero · h6 torre del nero · a5 pedone del nero · b5 torre del bianco · f5 pedone del nero · g5 cavallo del nero · a4 alfiere del bianco · h4 pedone del nero · b3 pedone del bianco · c3 re del nero · e3 cavallo del bianco · f3 alfiere del nero · d2 torre del bianco · f1 cavallo del bianco | h8 donna del bianco · e7 re del bianco · f7 pedone del nero · h7 pedone del nero · f6 torre del nero · h6 torre del nero · a5 pedone del nero · b5 torre del bianco · f5 pedone del nero · g5 cavallo del nero · a4 alfiere del bianco · h4 pedone del nero · b3 pedone del bianco · c3 re del nero · e3 cavallo del bianco · f3 alfiere del nero · d2 torre del bianco · f1 cavallo del bianco | h8 donna del bianco · e7 re del bianco · f7 pedone del nero · h7 pedone del nero · f6 torre del nero · h6 torre del nero · a5 pedone del nero · b5 torre del bianco · f5 pedone del nero · g5 cavallo del nero · a4 alfiere del bianco · h4 pedone del nero · b3 pedone del bianco · c3 re del nero · e3 cavallo del bianco · f3 alfiere del nero · d2 torre del bianco · f1 cavallo del bianco | h8 donna del bianco · e7 re del bianco · f7 pedone del nero · h7 pedone del nero · f6 torre del nero · h6 torre del nero · a5 pedone del nero · b5 torre del bianco · f5 pedone del nero · g5 cavallo del nero · a4 alfiere del bianco · h4 pedone del nero · b3 pedone del bianco · c3 re del nero · e3 cavallo del bianco · f3 alfiere del nero · d2 torre del bianco · f1 cavallo del bianco | h8 donna del bianco · e7 re del bianco · f7 pedone del nero · h7 pedone del nero · f6 torre del nero · h6 torre del nero · a5 pedone del nero · b5 torre del bianco · f5 pedone del nero · g5 cavallo del nero · a4 alfiere del bianco · h4 pedone del nero · b3 pedone del bianco · c3 re del nero · e3 cavallo del bianco · f3 alfiere del nero · d2 torre del bianco · f1 cavallo del bianco | h8 donna del bianco · e7 re del bianco · f7 pedone del nero · h7 pedone del nero · f6 torre del nero · h6 torre del nero · a5 pedone del nero · b5 torre del bianco · f5 pedone del nero · g5 cavallo del nero · a4 alfiere del bianco · h4 pedone del nero · b3 pedone del bianco · c3 re del nero · e3 cavallo del bianco · f3 alfiere del nero · d2 torre del bianco · f1 cavallo del bianco | h8 donna del bianco · e7 re del bianco · f7 pedone del nero · h7 pedone del nero · f6 torre del nero · h6 torre del nero · a5 pedone del nero · b5 torre del bianco · f5 pedone del nero · g5 cavallo del nero · a4 alfiere del bianco · h4 pedone del nero · b3 pedone del bianco · c3 re del nero · e3 cavallo del bianco · f3 alfiere del nero · d2 torre del bianco · f1 cavallo del bianco | 7 |
| 6 | h8 donna del bianco · e7 re del bianco · f7 pedone del nero · h7 pedone del nero · f6 torre del nero · h6 torre del nero · a5 pedone del nero · b5 torre del bianco · f5 pedone del nero · g5 cavallo del nero · a4 alfiere del bianco · h4 pedone del nero · b3 pedone del bianco · c3 re del nero · e3 cavallo del bianco · f3 alfiere del nero · d2 torre del bianco · f1 cavallo del bianco | h8 donna del bianco · e7 re del bianco · f7 pedone del nero · h7 pedone del nero · f6 torre del nero · h6 torre del nero · a5 pedone del nero · b5 torre del bianco · f5 pedone del nero · g5 cavallo del nero · a4 alfiere del bianco · h4 pedone del nero · b3 pedone del bianco · c3 re del nero · e3 cavallo del bianco · f3 alfiere del nero · d2 torre del bianco · f1 cavallo del bianco | h8 donna del bianco · e7 re del bianco · f7 pedone del nero · h7 pedone del nero · f6 torre del nero · h6 torre del nero · a5 pedone del nero · b5 torre del bianco · f5 pedone del nero · g5 cavallo del nero · a4 alfiere del bianco · h4 pedone del nero · b3 pedone del bianco · c3 re del nero · e3 cavallo del bianco · f3 alfiere del nero · d2 torre del bianco · f1 cavallo del bianco | h8 donna del bianco · e7 re del bianco · f7 pedone del nero · h7 pedone del nero · f6 torre del nero · h6 torre del nero · a5 pedone del nero · b5 torre del bianco · f5 pedone del nero · g5 cavallo del nero · a4 alfiere del bianco · h4 pedone del nero · b3 pedone del bianco · c3 re del nero · e3 cavallo del bianco · f3 alfiere del nero · d2 torre del bianco · f1 cavallo del bianco | h8 donna del bianco · e7 re del bianco · f7 pedone del nero · h7 pedone del nero · f6 torre del nero · h6 torre del nero · a5 pedone del nero · b5 torre del bianco · f5 pedone del nero · g5 cavallo del nero · a4 alfiere del bianco · h4 pedone del nero · b3 pedone del bianco · c3 re del nero · e3 cavallo del bianco · f3 alfiere del nero · d2 torre del bianco · f1 cavallo del bianco | h8 donna del bianco · e7 re del bianco · f7 pedone del nero · h7 pedone del nero · f6 torre del nero · h6 torre del nero · a5 pedone del nero · b5 torre del bianco · f5 pedone del nero · g5 cavallo del nero · a4 alfiere del bianco · h4 pedone del nero · b3 pedone del bianco · c3 re del nero · e3 cavallo del bianco · f3 alfiere del nero · d2 torre del bianco · f1 cavallo del bianco | h8 donna del bianco · e7 re del bianco · f7 pedone del nero · h7 pedone del nero · f6 torre del nero · h6 torre del nero · a5 pedone del nero · b5 torre del bianco · f5 pedone del nero · g5 cavallo del nero · a4 alfiere del bianco · h4 pedone del nero · b3 pedone del bianco · c3 re del nero · e3 cavallo del bianco · f3 alfiere del nero · d2 torre del bianco · f1 cavallo del bianco | h8 donna del bianco · e7 re del bianco · f7 pedone del nero · h7 pedone del nero · f6 torre del nero · h6 torre del nero · a5 pedone del nero · b5 torre del bianco · f5 pedone del nero · g5 cavallo del nero · a4 alfiere del bianco · h4 pedone del nero · b3 pedone del bianco · c3 re del nero · e3 cavallo del bianco · f3 alfiere del nero · d2 torre del bianco · f1 cavallo del bianco | 6 |
| 5 | h8 donna del bianco · e7 re del bianco · f7 pedone del nero · h7 pedone del nero · f6 torre del nero · h6 torre del nero · a5 pedone del nero · b5 torre del bianco · f5 pedone del nero · g5 cavallo del nero · a4 alfiere del bianco · h4 pedone del nero · b3 pedone del bianco · c3 re del nero · e3 cavallo del bianco · f3 alfiere del nero · d2 torre del bianco · f1 cavallo del bianco | h8 donna del bianco · e7 re del bianco · f7 pedone del nero · h7 pedone del nero · f6 torre del nero · h6 torre del nero · a5 pedone del nero · b5 torre del bianco · f5 pedone del nero · g5 cavallo del nero · a4 alfiere del bianco · h4 pedone del nero · b3 pedone del bianco · c3 re del nero · e3 cavallo del bianco · f3 alfiere del nero · d2 torre del bianco · f1 cavallo del bianco | h8 donna del bianco · e7 re del bianco · f7 pedone del nero · h7 pedone del nero · f6 torre del nero · h6 torre del nero · a5 pedone del nero · b5 torre del bianco · f5 pedone del nero · g5 cavallo del nero · a4 alfiere del bianco · h4 pedone del nero · b3 pedone del bianco · c3 re del nero · e3 cavallo del bianco · f3 alfiere del nero · d2 torre del bianco · f1 cavallo del bianco | h8 donna del bianco · e7 re del bianco · f7 pedone del nero · h7 pedone del nero · f6 torre del nero · h6 torre del nero · a5 pedone del nero · b5 torre del bianco · f5 pedone del nero · g5 cavallo del nero · a4 alfiere del bianco · h4 pedone del nero · b3 pedone del bianco · c3 re del nero · e3 cavallo del bianco · f3 alfiere del nero · d2 torre del bianco · f1 cavallo del bianco | h8 donna del bianco · e7 re del bianco · f7 pedone del nero · h7 pedone del nero · f6 torre del nero · h6 torre del nero · a5 pedone del nero · b5 torre del bianco · f5 pedone del nero · g5 cavallo del nero · a4 alfiere del bianco · h4 pedone del nero · b3 pedone del bianco · c3 re del nero · e3 cavallo del bianco · f3 alfiere del nero · d2 torre del bianco · f1 cavallo del bianco | h8 donna del bianco · e7 re del bianco · f7 pedone del nero · h7 pedone del nero · f6 torre del nero · h6 torre del nero · a5 pedone del nero · b5 torre del bianco · f5 pedone del nero · g5 cavallo del nero · a4 alfiere del bianco · h4 pedone del nero · b3 pedone del bianco · c3 re del nero · e3 cavallo del bianco · f3 alfiere del nero · d2 torre del bianco · f1 cavallo del bianco | h8 donna del bianco · e7 re del bianco · f7 pedone del nero · h7 pedone del nero · f6 torre del nero · h6 torre del nero · a5 pedone del nero · b5 torre del bianco · f5 pedone del nero · g5 cavallo del nero · a4 alfiere del bianco · h4 pedone del nero · b3 pedone del bianco · c3 re del nero · e3 cavallo del bianco · f3 alfiere del nero · d2 torre del bianco · f1 cavallo del bianco | h8 donna del bianco · e7 re del bianco · f7 pedone del nero · h7 pedone del nero · f6 torre del nero · h6 torre del nero · a5 pedone del nero · b5 torre del bianco · f5 pedone del nero · g5 cavallo del nero · a4 alfiere del bianco · h4 pedone del nero · b3 pedone del bianco · c3 re del nero · e3 cavallo del bianco · f3 alfiere del nero · d2 torre del bianco · f1 cavallo del bianco | 5 |
| 4 | h8 donna del bianco · e7 re del bianco · f7 pedone del nero · h7 pedone del nero · f6 torre del nero · h6 torre del nero · a5 pedone del nero · b5 torre del bianco · f5 pedone del nero · g5 cavallo del nero · a4 alfiere del bianco · h4 pedone del nero · b3 pedone del bianco · c3 re del nero · e3 cavallo del bianco · f3 alfiere del nero · d2 torre del bianco · f1 cavallo del bianco | h8 donna del bianco · e7 re del bianco · f7 pedone del nero · h7 pedone del nero · f6 torre del nero · h6 torre del nero · a5 pedone del nero · b5 torre del bianco · f5 pedone del nero · g5 cavallo del nero · a4 alfiere del bianco · h4 pedone del nero · b3 pedone del bianco · c3 re del nero · e3 cavallo del bianco · f3 alfiere del nero · d2 torre del bianco · f1 cavallo del bianco | h8 donna del bianco · e7 re del bianco · f7 pedone del nero · h7 pedone del nero · f6 torre del nero · h6 torre del nero · a5 pedone del nero · b5 torre del bianco · f5 pedone del nero · g5 cavallo del nero · a4 alfiere del bianco · h4 pedone del nero · b3 pedone del bianco · c3 re del nero · e3 cavallo del bianco · f3 alfiere del nero · d2 torre del bianco · f1 cavallo del bianco | h8 donna del bianco · e7 re del bianco · f7 pedone del nero · h7 pedone del nero · f6 torre del nero · h6 torre del nero · a5 pedone del nero · b5 torre del bianco · f5 pedone del nero · g5 cavallo del nero · a4 alfiere del bianco · h4 pedone del nero · b3 pedone del bianco · c3 re del nero · e3 cavallo del bianco · f3 alfiere del nero · d2 torre del bianco · f1 cavallo del bianco | h8 donna del bianco · e7 re del bianco · f7 pedone del nero · h7 pedone del nero · f6 torre del nero · h6 torre del nero · a5 pedone del nero · b5 torre del bianco · f5 pedone del nero · g5 cavallo del nero · a4 alfiere del bianco · h4 pedone del nero · b3 pedone del bianco · c3 re del nero · e3 cavallo del bianco · f3 alfiere del nero · d2 torre del bianco · f1 cavallo del bianco | h8 donna del bianco · e7 re del bianco · f7 pedone del nero · h7 pedone del nero · f6 torre del nero · h6 torre del nero · a5 pedone del nero · b5 torre del bianco · f5 pedone del nero · g5 cavallo del nero · a4 alfiere del bianco · h4 pedone del nero · b3 pedone del bianco · c3 re del nero · e3 cavallo del bianco · f3 alfiere del nero · d2 torre del bianco · f1 cavallo del bianco | h8 donna del bianco · e7 re del bianco · f7 pedone del nero · h7 pedone del nero · f6 torre del nero · h6 torre del nero · a5 pedone del nero · b5 torre del bianco · f5 pedone del nero · g5 cavallo del nero · a4 alfiere del bianco · h4 pedone del nero · b3 pedone del bianco · c3 re del nero · e3 cavallo del bianco · f3 alfiere del nero · d2 torre del bianco · f1 cavallo del bianco | h8 donna del bianco · e7 re del bianco · f7 pedone del nero · h7 pedone del nero · f6 torre del nero · h6 torre del nero · a5 pedone del nero · b5 torre del bianco · f5 pedone del nero · g5 cavallo del nero · a4 alfiere del bianco · h4 pedone del nero · b3 pedone del bianco · c3 re del nero · e3 cavallo del bianco · f3 alfiere del nero · d2 torre del bianco · f1 cavallo del bianco | 4 |
| 3 | h8 donna del bianco · e7 re del bianco · f7 pedone del nero · h7 pedone del nero · f6 torre del nero · h6 torre del nero · a5 pedone del nero · b5 torre del bianco · f5 pedone del nero · g5 cavallo del nero · a4 alfiere del bianco · h4 pedone del nero · b3 pedone del bianco · c3 re del nero · e3 cavallo del bianco · f3 alfiere del nero · d2 torre del bianco · f1 cavallo del bianco | h8 donna del bianco · e7 re del bianco · f7 pedone del nero · h7 pedone del nero · f6 torre del nero · h6 torre del nero · a5 pedone del nero · b5 torre del bianco · f5 pedone del nero · g5 cavallo del nero · a4 alfiere del bianco · h4 pedone del nero · b3 pedone del bianco · c3 re del nero · e3 cavallo del bianco · f3 alfiere del nero · d2 torre del bianco · f1 cavallo del bianco | h8 donna del bianco · e7 re del bianco · f7 pedone del nero · h7 pedone del nero · f6 torre del nero · h6 torre del nero · a5 pedone del nero · b5 torre del bianco · f5 pedone del nero · g5 cavallo del nero · a4 alfiere del bianco · h4 pedone del nero · b3 pedone del bianco · c3 re del nero · e3 cavallo del bianco · f3 alfiere del nero · d2 torre del bianco · f1 cavallo del bianco | h8 donna del bianco · e7 re del bianco · f7 pedone del nero · h7 pedone del nero · f6 torre del nero · h6 torre del nero · a5 pedone del nero · b5 torre del bianco · f5 pedone del nero · g5 cavallo del nero · a4 alfiere del bianco · h4 pedone del nero · b3 pedone del bianco · c3 re del nero · e3 cavallo del bianco · f3 alfiere del nero · d2 torre del bianco · f1 cavallo del bianco | h8 donna del bianco · e7 re del bianco · f7 pedone del nero · h7 pedone del nero · f6 torre del nero · h6 torre del nero · a5 pedone del nero · b5 torre del bianco · f5 pedone del nero · g5 cavallo del nero · a4 alfiere del bianco · h4 pedone del nero · b3 pedone del bianco · c3 re del nero · e3 cavallo del bianco · f3 alfiere del nero · d2 torre del bianco · f1 cavallo del bianco | h8 donna del bianco · e7 re del bianco · f7 pedone del nero · h7 pedone del nero · f6 torre del nero · h6 torre del nero · a5 pedone del nero · b5 torre del bianco · f5 pedone del nero · g5 cavallo del nero · a4 alfiere del bianco · h4 pedone del nero · b3 pedone del bianco · c3 re del nero · e3 cavallo del bianco · f3 alfiere del nero · d2 torre del bianco · f1 cavallo del bianco | h8 donna del bianco · e7 re del bianco · f7 pedone del nero · h7 pedone del nero · f6 torre del nero · h6 torre del nero · a5 pedone del nero · b5 torre del bianco · f5 pedone del nero · g5 cavallo del nero · a4 alfiere del bianco · h4 pedone del nero · b3 pedone del bianco · c3 re del nero · e3 cavallo del bianco · f3 alfiere del nero · d2 torre del bianco · f1 cavallo del bianco | h8 donna del bianco · e7 re del bianco · f7 pedone del nero · h7 pedone del nero · f6 torre del nero · h6 torre del nero · a5 pedone del nero · b5 torre del bianco · f5 pedone del nero · g5 cavallo del nero · a4 alfiere del bianco · h4 pedone del nero · b3 pedone del bianco · c3 re del nero · e3 cavallo del bianco · f3 alfiere del nero · d2 torre del bianco · f1 cavallo del bianco | 3 |
| 2 | h8 donna del bianco · e7 re del bianco · f7 pedone del nero · h7 pedone del nero · f6 torre del nero · h6 torre del nero · a5 pedone del nero · b5 torre del bianco · f5 pedone del nero · g5 cavallo del nero · a4 alfiere del bianco · h4 pedone del nero · b3 pedone del bianco · c3 re del nero · e3 cavallo del bianco · f3 alfiere del nero · d2 torre del bianco · f1 cavallo del bianco | h8 donna del bianco · e7 re del bianco · f7 pedone del nero · h7 pedone del nero · f6 torre del nero · h6 torre del nero · a5 pedone del nero · b5 torre del bianco · f5 pedone del nero · g5 cavallo del nero · a4 alfiere del bianco · h4 pedone del nero · b3 pedone del bianco · c3 re del nero · e3 cavallo del bianco · f3 alfiere del nero · d2 torre del bianco · f1 cavallo del bianco | h8 donna del bianco · e7 re del bianco · f7 pedone del nero · h7 pedone del nero · f6 torre del nero · h6 torre del nero · a5 pedone del nero · b5 torre del bianco · f5 pedone del nero · g5 cavallo del nero · a4 alfiere del bianco · h4 pedone del nero · b3 pedone del bianco · c3 re del nero · e3 cavallo del bianco · f3 alfiere del nero · d2 torre del bianco · f1 cavallo del bianco | h8 donna del bianco · e7 re del bianco · f7 pedone del nero · h7 pedone del nero · f6 torre del nero · h6 torre del nero · a5 pedone del nero · b5 torre del bianco · f5 pedone del nero · g5 cavallo del nero · a4 alfiere del bianco · h4 pedone del nero · b3 pedone del bianco · c3 re del nero · e3 cavallo del bianco · f3 alfiere del nero · d2 torre del bianco · f1 cavallo del bianco | h8 donna del bianco · e7 re del bianco · f7 pedone del nero · h7 pedone del nero · f6 torre del nero · h6 torre del nero · a5 pedone del nero · b5 torre del bianco · f5 pedone del nero · g5 cavallo del nero · a4 alfiere del bianco · h4 pedone del nero · b3 pedone del bianco · c3 re del nero · e3 cavallo del bianco · f3 alfiere del nero · d2 torre del bianco · f1 cavallo del bianco | h8 donna del bianco · e7 re del bianco · f7 pedone del nero · h7 pedone del nero · f6 torre del nero · h6 torre del nero · a5 pedone del nero · b5 torre del bianco · f5 pedone del nero · g5 cavallo del nero · a4 alfiere del bianco · h4 pedone del nero · b3 pedone del bianco · c3 re del nero · e3 cavallo del bianco · f3 alfiere del nero · d2 torre del bianco · f1 cavallo del bianco | h8 donna del bianco · e7 re del bianco · f7 pedone del nero · h7 pedone del nero · f6 torre del nero · h6 torre del nero · a5 pedone del nero · b5 torre del bianco · f5 pedone del nero · g5 cavallo del nero · a4 alfiere del bianco · h4 pedone del nero · b3 pedone del bianco · c3 re del nero · e3 cavallo del bianco · f3 alfiere del nero · d2 torre del bianco · f1 cavallo del bianco | h8 donna del bianco · e7 re del bianco · f7 pedone del nero · h7 pedone del nero · f6 torre del nero · h6 torre del nero · a5 pedone del nero · b5 torre del bianco · f5 pedone del nero · g5 cavallo del nero · a4 alfiere del bianco · h4 pedone del nero · b3 pedone del bianco · c3 re del nero · e3 cavallo del bianco · f3 alfiere del nero · d2 torre del bianco · f1 cavallo del bianco | 2 |
| 1 | h8 donna del bianco · e7 re del bianco · f7 pedone del nero · h7 pedone del nero · f6 torre del nero · h6 torre del nero · a5 pedone del nero · b5 torre del bianco · f5 pedone del nero · g5 cavallo del nero · a4 alfiere del bianco · h4 pedone del nero · b3 pedone del bianco · c3 re del nero · e3 cavallo del bianco · f3 alfiere del nero · d2 torre del bianco · f1 cavallo del bianco | h8 donna del bianco · e7 re del bianco · f7 pedone del nero · h7 pedone del nero · f6 torre del nero · h6 torre del nero · a5 pedone del nero · b5 torre del bianco · f5 pedone del nero · g5 cavallo del nero · a4 alfiere del bianco · h4 pedone del nero · b3 pedone del bianco · c3 re del nero · e3 cavallo del bianco · f3 alfiere del nero · d2 torre del bianco · f1 cavallo del bianco | h8 donna del bianco · e7 re del bianco · f7 pedone del nero · h7 pedone del nero · f6 torre del nero · h6 torre del nero · a5 pedone del nero · b5 torre del bianco · f5 pedone del nero · g5 cavallo del nero · a4 alfiere del bianco · h4 pedone del nero · b3 pedone del bianco · c3 re del nero · e3 cavallo del bianco · f3 alfiere del nero · d2 torre del bianco · f1 cavallo del bianco | h8 donna del bianco · e7 re del bianco · f7 pedone del nero · h7 pedone del nero · f6 torre del nero · h6 torre del nero · a5 pedone del nero · b5 torre del bianco · f5 pedone del nero · g5 cavallo del nero · a4 alfiere del bianco · h4 pedone del nero · b3 pedone del bianco · c3 re del nero · e3 cavallo del bianco · f3 alfiere del nero · d2 torre del bianco · f1 cavallo del bianco | h8 donna del bianco · e7 re del bianco · f7 pedone del nero · h7 pedone del nero · f6 torre del nero · h6 torre del nero · a5 pedone del nero · b5 torre del bianco · f5 pedone del nero · g5 cavallo del nero · a4 alfiere del bianco · h4 pedone del nero · b3 pedone del bianco · c3 re del nero · e3 cavallo del bianco · f3 alfiere del nero · d2 torre del bianco · f1 cavallo del bianco | h8 donna del bianco · e7 re del bianco · f7 pedone del nero · h7 pedone del nero · f6 torre del nero · h6 torre del nero · a5 pedone del nero · b5 torre del bianco · f5 pedone del nero · g5 cavallo del nero · a4 alfiere del bianco · h4 pedone del nero · b3 pedone del bianco · c3 re del nero · e3 cavallo del bianco · f3 alfiere del nero · d2 torre del bianco · f1 cavallo del bianco | h8 donna del bianco · e7 re del bianco · f7 pedone del nero · h7 pedone del nero · f6 torre del nero · h6 torre del nero · a5 pedone del nero · b5 torre del bianco · f5 pedone del nero · g5 cavallo del nero · a4 alfiere del bianco · h4 pedone del nero · b3 pedone del bianco · c3 re del nero · e3 cavallo del bianco · f3 alfiere del nero · d2 torre del bianco · f1 cavallo del bianco | h8 donna del bianco · e7 re del bianco · f7 pedone del nero · h7 pedone del nero · f6 torre del nero · h6 torre del nero · a5 pedone del nero · b5 torre del bianco · f5 pedone del nero · g5 cavallo del nero · a4 alfiere del bianco · h4 pedone del nero · b3 pedone del bianco · c3 re del nero · e3 cavallo del bianco · f3 alfiere del nero · d2 torre del bianco · f1 cavallo del bianco | 1 |
|   | a | b | c | d | e | f | g | h |   |

Soluzione:
1. Tb7 !  (minaccia 2. Tc7+ Rb4 Cc2#;
se 2...Ac6 3. Cd5#)
- 1. ...Axb7  2. Dc8+!!  Axc8 3. Cd5#
se 2...Rb4 3. Cc2#
- 1. ...Ce6  2. Da8 ... 3. Dxa5#

|   | a | b | c | d | e | f | g | h |   |
| 8 | c8 alfiere del bianco · h8 cavallo del nero · a7 torre del nero · b7 pedone del nero · g7 donna del bianco · h7 pedone del nero · b6 pedone del nero · g6 cavallo del nero · a5 pedone del nero · b5 re del bianco · e5 cavallo del bianco · d4 pedone del nero · e4 re del nero · f4 pedone del nero · c3 torre del bianco · d2 pedone del nero · e2 pedone del nero | c8 alfiere del bianco · h8 cavallo del nero · a7 torre del nero · b7 pedone del nero · g7 donna del bianco · h7 pedone del nero · b6 pedone del nero · g6 cavallo del nero · a5 pedone del nero · b5 re del bianco · e5 cavallo del bianco · d4 pedone del nero · e4 re del nero · f4 pedone del nero · c3 torre del bianco · d2 pedone del nero · e2 pedone del nero | c8 alfiere del bianco · h8 cavallo del nero · a7 torre del nero · b7 pedone del nero · g7 donna del bianco · h7 pedone del nero · b6 pedone del nero · g6 cavallo del nero · a5 pedone del nero · b5 re del bianco · e5 cavallo del bianco · d4 pedone del nero · e4 re del nero · f4 pedone del nero · c3 torre del bianco · d2 pedone del nero · e2 pedone del nero | c8 alfiere del bianco · h8 cavallo del nero · a7 torre del nero · b7 pedone del nero · g7 donna del bianco · h7 pedone del nero · b6 pedone del nero · g6 cavallo del nero · a5 pedone del nero · b5 re del bianco · e5 cavallo del bianco · d4 pedone del nero · e4 re del nero · f4 pedone del nero · c3 torre del bianco · d2 pedone del nero · e2 pedone del nero | c8 alfiere del bianco · h8 cavallo del nero · a7 torre del nero · b7 pedone del nero · g7 donna del bianco · h7 pedone del nero · b6 pedone del nero · g6 cavallo del nero · a5 pedone del nero · b5 re del bianco · e5 cavallo del bianco · d4 pedone del nero · e4 re del nero · f4 pedone del nero · c3 torre del bianco · d2 pedone del nero · e2 pedone del nero | c8 alfiere del bianco · h8 cavallo del nero · a7 torre del nero · b7 pedone del nero · g7 donna del bianco · h7 pedone del nero · b6 pedone del nero · g6 cavallo del nero · a5 pedone del nero · b5 re del bianco · e5 cavallo del bianco · d4 pedone del nero · e4 re del nero · f4 pedone del nero · c3 torre del bianco · d2 pedone del nero · e2 pedone del nero | c8 alfiere del bianco · h8 cavallo del nero · a7 torre del nero · b7 pedone del nero · g7 donna del bianco · h7 pedone del nero · b6 pedone del nero · g6 cavallo del nero · a5 pedone del nero · b5 re del bianco · e5 cavallo del bianco · d4 pedone del nero · e4 re del nero · f4 pedone del nero · c3 torre del bianco · d2 pedone del nero · e2 pedone del nero | c8 alfiere del bianco · h8 cavallo del nero · a7 torre del nero · b7 pedone del nero · g7 donna del bianco · h7 pedone del nero · b6 pedone del nero · g6 cavallo del nero · a5 pedone del nero · b5 re del bianco · e5 cavallo del bianco · d4 pedone del nero · e4 re del nero · f4 pedone del nero · c3 torre del bianco · d2 pedone del nero · e2 pedone del nero | 8 |
| 7 | c8 alfiere del bianco · h8 cavallo del nero · a7 torre del nero · b7 pedone del nero · g7 donna del bianco · h7 pedone del nero · b6 pedone del nero · g6 cavallo del nero · a5 pedone del nero · b5 re del bianco · e5 cavallo del bianco · d4 pedone del nero · e4 re del nero · f4 pedone del nero · c3 torre del bianco · d2 pedone del nero · e2 pedone del nero | c8 alfiere del bianco · h8 cavallo del nero · a7 torre del nero · b7 pedone del nero · g7 donna del bianco · h7 pedone del nero · b6 pedone del nero · g6 cavallo del nero · a5 pedone del nero · b5 re del bianco · e5 cavallo del bianco · d4 pedone del nero · e4 re del nero · f4 pedone del nero · c3 torre del bianco · d2 pedone del nero · e2 pedone del nero | c8 alfiere del bianco · h8 cavallo del nero · a7 torre del nero · b7 pedone del nero · g7 donna del bianco · h7 pedone del nero · b6 pedone del nero · g6 cavallo del nero · a5 pedone del nero · b5 re del bianco · e5 cavallo del bianco · d4 pedone del nero · e4 re del nero · f4 pedone del nero · c3 torre del bianco · d2 pedone del nero · e2 pedone del nero | c8 alfiere del bianco · h8 cavallo del nero · a7 torre del nero · b7 pedone del nero · g7 donna del bianco · h7 pedone del nero · b6 pedone del nero · g6 cavallo del nero · a5 pedone del nero · b5 re del bianco · e5 cavallo del bianco · d4 pedone del nero · e4 re del nero · f4 pedone del nero · c3 torre del bianco · d2 pedone del nero · e2 pedone del nero | c8 alfiere del bianco · h8 cavallo del nero · a7 torre del nero · b7 pedone del nero · g7 donna del bianco · h7 pedone del nero · b6 pedone del nero · g6 cavallo del nero · a5 pedone del nero · b5 re del bianco · e5 cavallo del bianco · d4 pedone del nero · e4 re del nero · f4 pedone del nero · c3 torre del bianco · d2 pedone del nero · e2 pedone del nero | c8 alfiere del bianco · h8 cavallo del nero · a7 torre del nero · b7 pedone del nero · g7 donna del bianco · h7 pedone del nero · b6 pedone del nero · g6 cavallo del nero · a5 pedone del nero · b5 re del bianco · e5 cavallo del bianco · d4 pedone del nero · e4 re del nero · f4 pedone del nero · c3 torre del bianco · d2 pedone del nero · e2 pedone del nero | c8 alfiere del bianco · h8 cavallo del nero · a7 torre del nero · b7 pedone del nero · g7 donna del bianco · h7 pedone del nero · b6 pedone del nero · g6 cavallo del nero · a5 pedone del nero · b5 re del bianco · e5 cavallo del bianco · d4 pedone del nero · e4 re del nero · f4 pedone del nero · c3 torre del bianco · d2 pedone del nero · e2 pedone del nero | c8 alfiere del bianco · h8 cavallo del nero · a7 torre del nero · b7 pedone del nero · g7 donna del bianco · h7 pedone del nero · b6 pedone del nero · g6 cavallo del nero · a5 pedone del nero · b5 re del bianco · e5 cavallo del bianco · d4 pedone del nero · e4 re del nero · f4 pedone del nero · c3 torre del bianco · d2 pedone del nero · e2 pedone del nero | 7 |
| 6 | c8 alfiere del bianco · h8 cavallo del nero · a7 torre del nero · b7 pedone del nero · g7 donna del bianco · h7 pedone del nero · b6 pedone del nero · g6 cavallo del nero · a5 pedone del nero · b5 re del bianco · e5 cavallo del bianco · d4 pedone del nero · e4 re del nero · f4 pedone del nero · c3 torre del bianco · d2 pedone del nero · e2 pedone del nero | c8 alfiere del bianco · h8 cavallo del nero · a7 torre del nero · b7 pedone del nero · g7 donna del bianco · h7 pedone del nero · b6 pedone del nero · g6 cavallo del nero · a5 pedone del nero · b5 re del bianco · e5 cavallo del bianco · d4 pedone del nero · e4 re del nero · f4 pedone del nero · c3 torre del bianco · d2 pedone del nero · e2 pedone del nero | c8 alfiere del bianco · h8 cavallo del nero · a7 torre del nero · b7 pedone del nero · g7 donna del bianco · h7 pedone del nero · b6 pedone del nero · g6 cavallo del nero · a5 pedone del nero · b5 re del bianco · e5 cavallo del bianco · d4 pedone del nero · e4 re del nero · f4 pedone del nero · c3 torre del bianco · d2 pedone del nero · e2 pedone del nero | c8 alfiere del bianco · h8 cavallo del nero · a7 torre del nero · b7 pedone del nero · g7 donna del bianco · h7 pedone del nero · b6 pedone del nero · g6 cavallo del nero · a5 pedone del nero · b5 re del bianco · e5 cavallo del bianco · d4 pedone del nero · e4 re del nero · f4 pedone del nero · c3 torre del bianco · d2 pedone del nero · e2 pedone del nero | c8 alfiere del bianco · h8 cavallo del nero · a7 torre del nero · b7 pedone del nero · g7 donna del bianco · h7 pedone del nero · b6 pedone del nero · g6 cavallo del nero · a5 pedone del nero · b5 re del bianco · e5 cavallo del bianco · d4 pedone del nero · e4 re del nero · f4 pedone del nero · c3 torre del bianco · d2 pedone del nero · e2 pedone del nero | c8 alfiere del bianco · h8 cavallo del nero · a7 torre del nero · b7 pedone del nero · g7 donna del bianco · h7 pedone del nero · b6 pedone del nero · g6 cavallo del nero · a5 pedone del nero · b5 re del bianco · e5 cavallo del bianco · d4 pedone del nero · e4 re del nero · f4 pedone del nero · c3 torre del bianco · d2 pedone del nero · e2 pedone del nero | c8 alfiere del bianco · h8 cavallo del nero · a7 torre del nero · b7 pedone del nero · g7 donna del bianco · h7 pedone del nero · b6 pedone del nero · g6 cavallo del nero · a5 pedone del nero · b5 re del bianco · e5 cavallo del bianco · d4 pedone del nero · e4 re del nero · f4 pedone del nero · c3 torre del bianco · d2 pedone del nero · e2 pedone del nero | c8 alfiere del bianco · h8 cavallo del nero · a7 torre del nero · b7 pedone del nero · g7 donna del bianco · h7 pedone del nero · b6 pedone del nero · g6 cavallo del nero · a5 pedone del nero · b5 re del bianco · e5 cavallo del bianco · d4 pedone del nero · e4 re del nero · f4 pedone del nero · c3 torre del bianco · d2 pedone del nero · e2 pedone del nero | 6 |
| 5 | c8 alfiere del bianco · h8 cavallo del nero · a7 torre del nero · b7 pedone del nero · g7 donna del bianco · h7 pedone del nero · b6 pedone del nero · g6 cavallo del nero · a5 pedone del nero · b5 re del bianco · e5 cavallo del bianco · d4 pedone del nero · e4 re del nero · f4 pedone del nero · c3 torre del bianco · d2 pedone del nero · e2 pedone del nero | c8 alfiere del bianco · h8 cavallo del nero · a7 torre del nero · b7 pedone del nero · g7 donna del bianco · h7 pedone del nero · b6 pedone del nero · g6 cavallo del nero · a5 pedone del nero · b5 re del bianco · e5 cavallo del bianco · d4 pedone del nero · e4 re del nero · f4 pedone del nero · c3 torre del bianco · d2 pedone del nero · e2 pedone del nero | c8 alfiere del bianco · h8 cavallo del nero · a7 torre del nero · b7 pedone del nero · g7 donna del bianco · h7 pedone del nero · b6 pedone del nero · g6 cavallo del nero · a5 pedone del nero · b5 re del bianco · e5 cavallo del bianco · d4 pedone del nero · e4 re del nero · f4 pedone del nero · c3 torre del bianco · d2 pedone del nero · e2 pedone del nero | c8 alfiere del bianco · h8 cavallo del nero · a7 torre del nero · b7 pedone del nero · g7 donna del bianco · h7 pedone del nero · b6 pedone del nero · g6 cavallo del nero · a5 pedone del nero · b5 re del bianco · e5 cavallo del bianco · d4 pedone del nero · e4 re del nero · f4 pedone del nero · c3 torre del bianco · d2 pedone del nero · e2 pedone del nero | c8 alfiere del bianco · h8 cavallo del nero · a7 torre del nero · b7 pedone del nero · g7 donna del bianco · h7 pedone del nero · b6 pedone del nero · g6 cavallo del nero · a5 pedone del nero · b5 re del bianco · e5 cavallo del bianco · d4 pedone del nero · e4 re del nero · f4 pedone del nero · c3 torre del bianco · d2 pedone del nero · e2 pedone del nero | c8 alfiere del bianco · h8 cavallo del nero · a7 torre del nero · b7 pedone del nero · g7 donna del bianco · h7 pedone del nero · b6 pedone del nero · g6 cavallo del nero · a5 pedone del nero · b5 re del bianco · e5 cavallo del bianco · d4 pedone del nero · e4 re del nero · f4 pedone del nero · c3 torre del bianco · d2 pedone del nero · e2 pedone del nero | c8 alfiere del bianco · h8 cavallo del nero · a7 torre del nero · b7 pedone del nero · g7 donna del bianco · h7 pedone del nero · b6 pedone del nero · g6 cavallo del nero · a5 pedone del nero · b5 re del bianco · e5 cavallo del bianco · d4 pedone del nero · e4 re del nero · f4 pedone del nero · c3 torre del bianco · d2 pedone del nero · e2 pedone del nero | c8 alfiere del bianco · h8 cavallo del nero · a7 torre del nero · b7 pedone del nero · g7 donna del bianco · h7 pedone del nero · b6 pedone del nero · g6 cavallo del nero · a5 pedone del nero · b5 re del bianco · e5 cavallo del bianco · d4 pedone del nero · e4 re del nero · f4 pedone del nero · c3 torre del bianco · d2 pedone del nero · e2 pedone del nero | 5 |
| 4 | c8 alfiere del bianco · h8 cavallo del nero · a7 torre del nero · b7 pedone del nero · g7 donna del bianco · h7 pedone del nero · b6 pedone del nero · g6 cavallo del nero · a5 pedone del nero · b5 re del bianco · e5 cavallo del bianco · d4 pedone del nero · e4 re del nero · f4 pedone del nero · c3 torre del bianco · d2 pedone del nero · e2 pedone del nero | c8 alfiere del bianco · h8 cavallo del nero · a7 torre del nero · b7 pedone del nero · g7 donna del bianco · h7 pedone del nero · b6 pedone del nero · g6 cavallo del nero · a5 pedone del nero · b5 re del bianco · e5 cavallo del bianco · d4 pedone del nero · e4 re del nero · f4 pedone del nero · c3 torre del bianco · d2 pedone del nero · e2 pedone del nero | c8 alfiere del bianco · h8 cavallo del nero · a7 torre del nero · b7 pedone del nero · g7 donna del bianco · h7 pedone del nero · b6 pedone del nero · g6 cavallo del nero · a5 pedone del nero · b5 re del bianco · e5 cavallo del bianco · d4 pedone del nero · e4 re del nero · f4 pedone del nero · c3 torre del bianco · d2 pedone del nero · e2 pedone del nero | c8 alfiere del bianco · h8 cavallo del nero · a7 torre del nero · b7 pedone del nero · g7 donna del bianco · h7 pedone del nero · b6 pedone del nero · g6 cavallo del nero · a5 pedone del nero · b5 re del bianco · e5 cavallo del bianco · d4 pedone del nero · e4 re del nero · f4 pedone del nero · c3 torre del bianco · d2 pedone del nero · e2 pedone del nero | c8 alfiere del bianco · h8 cavallo del nero · a7 torre del nero · b7 pedone del nero · g7 donna del bianco · h7 pedone del nero · b6 pedone del nero · g6 cavallo del nero · a5 pedone del nero · b5 re del bianco · e5 cavallo del bianco · d4 pedone del nero · e4 re del nero · f4 pedone del nero · c3 torre del bianco · d2 pedone del nero · e2 pedone del nero | c8 alfiere del bianco · h8 cavallo del nero · a7 torre del nero · b7 pedone del nero · g7 donna del bianco · h7 pedone del nero · b6 pedone del nero · g6 cavallo del nero · a5 pedone del nero · b5 re del bianco · e5 cavallo del bianco · d4 pedone del nero · e4 re del nero · f4 pedone del nero · c3 torre del bianco · d2 pedone del nero · e2 pedone del nero | c8 alfiere del bianco · h8 cavallo del nero · a7 torre del nero · b7 pedone del nero · g7 donna del bianco · h7 pedone del nero · b6 pedone del nero · g6 cavallo del nero · a5 pedone del nero · b5 re del bianco · e5 cavallo del bianco · d4 pedone del nero · e4 re del nero · f4 pedone del nero · c3 torre del bianco · d2 pedone del nero · e2 pedone del nero | c8 alfiere del bianco · h8 cavallo del nero · a7 torre del nero · b7 pedone del nero · g7 donna del bianco · h7 pedone del nero · b6 pedone del nero · g6 cavallo del nero · a5 pedone del nero · b5 re del bianco · e5 cavallo del bianco · d4 pedone del nero · e4 re del nero · f4 pedone del nero · c3 torre del bianco · d2 pedone del nero · e2 pedone del nero | 4 |
| 3 | c8 alfiere del bianco · h8 cavallo del nero · a7 torre del nero · b7 pedone del nero · g7 donna del bianco · h7 pedone del nero · b6 pedone del nero · g6 cavallo del nero · a5 pedone del nero · b5 re del bianco · e5 cavallo del bianco · d4 pedone del nero · e4 re del nero · f4 pedone del nero · c3 torre del bianco · d2 pedone del nero · e2 pedone del nero | c8 alfiere del bianco · h8 cavallo del nero · a7 torre del nero · b7 pedone del nero · g7 donna del bianco · h7 pedone del nero · b6 pedone del nero · g6 cavallo del nero · a5 pedone del nero · b5 re del bianco · e5 cavallo del bianco · d4 pedone del nero · e4 re del nero · f4 pedone del nero · c3 torre del bianco · d2 pedone del nero · e2 pedone del nero | c8 alfiere del bianco · h8 cavallo del nero · a7 torre del nero · b7 pedone del nero · g7 donna del bianco · h7 pedone del nero · b6 pedone del nero · g6 cavallo del nero · a5 pedone del nero · b5 re del bianco · e5 cavallo del bianco · d4 pedone del nero · e4 re del nero · f4 pedone del nero · c3 torre del bianco · d2 pedone del nero · e2 pedone del nero | c8 alfiere del bianco · h8 cavallo del nero · a7 torre del nero · b7 pedone del nero · g7 donna del bianco · h7 pedone del nero · b6 pedone del nero · g6 cavallo del nero · a5 pedone del nero · b5 re del bianco · e5 cavallo del bianco · d4 pedone del nero · e4 re del nero · f4 pedone del nero · c3 torre del bianco · d2 pedone del nero · e2 pedone del nero | c8 alfiere del bianco · h8 cavallo del nero · a7 torre del nero · b7 pedone del nero · g7 donna del bianco · h7 pedone del nero · b6 pedone del nero · g6 cavallo del nero · a5 pedone del nero · b5 re del bianco · e5 cavallo del bianco · d4 pedone del nero · e4 re del nero · f4 pedone del nero · c3 torre del bianco · d2 pedone del nero · e2 pedone del nero | c8 alfiere del bianco · h8 cavallo del nero · a7 torre del nero · b7 pedone del nero · g7 donna del bianco · h7 pedone del nero · b6 pedone del nero · g6 cavallo del nero · a5 pedone del nero · b5 re del bianco · e5 cavallo del bianco · d4 pedone del nero · e4 re del nero · f4 pedone del nero · c3 torre del bianco · d2 pedone del nero · e2 pedone del nero | c8 alfiere del bianco · h8 cavallo del nero · a7 torre del nero · b7 pedone del nero · g7 donna del bianco · h7 pedone del nero · b6 pedone del nero · g6 cavallo del nero · a5 pedone del nero · b5 re del bianco · e5 cavallo del bianco · d4 pedone del nero · e4 re del nero · f4 pedone del nero · c3 torre del bianco · d2 pedone del nero · e2 pedone del nero | c8 alfiere del bianco · h8 cavallo del nero · a7 torre del nero · b7 pedone del nero · g7 donna del bianco · h7 pedone del nero · b6 pedone del nero · g6 cavallo del nero · a5 pedone del nero · b5 re del bianco · e5 cavallo del bianco · d4 pedone del nero · e4 re del nero · f4 pedone del nero · c3 torre del bianco · d2 pedone del nero · e2 pedone del nero | 3 |
| 2 | c8 alfiere del bianco · h8 cavallo del nero · a7 torre del nero · b7 pedone del nero · g7 donna del bianco · h7 pedone del nero · b6 pedone del nero · g6 cavallo del nero · a5 pedone del nero · b5 re del bianco · e5 cavallo del bianco · d4 pedone del nero · e4 re del nero · f4 pedone del nero · c3 torre del bianco · d2 pedone del nero · e2 pedone del nero | c8 alfiere del bianco · h8 cavallo del nero · a7 torre del nero · b7 pedone del nero · g7 donna del bianco · h7 pedone del nero · b6 pedone del nero · g6 cavallo del nero · a5 pedone del nero · b5 re del bianco · e5 cavallo del bianco · d4 pedone del nero · e4 re del nero · f4 pedone del nero · c3 torre del bianco · d2 pedone del nero · e2 pedone del nero | c8 alfiere del bianco · h8 cavallo del nero · a7 torre del nero · b7 pedone del nero · g7 donna del bianco · h7 pedone del nero · b6 pedone del nero · g6 cavallo del nero · a5 pedone del nero · b5 re del bianco · e5 cavallo del bianco · d4 pedone del nero · e4 re del nero · f4 pedone del nero · c3 torre del bianco · d2 pedone del nero · e2 pedone del nero | c8 alfiere del bianco · h8 cavallo del nero · a7 torre del nero · b7 pedone del nero · g7 donna del bianco · h7 pedone del nero · b6 pedone del nero · g6 cavallo del nero · a5 pedone del nero · b5 re del bianco · e5 cavallo del bianco · d4 pedone del nero · e4 re del nero · f4 pedone del nero · c3 torre del bianco · d2 pedone del nero · e2 pedone del nero | c8 alfiere del bianco · h8 cavallo del nero · a7 torre del nero · b7 pedone del nero · g7 donna del bianco · h7 pedone del nero · b6 pedone del nero · g6 cavallo del nero · a5 pedone del nero · b5 re del bianco · e5 cavallo del bianco · d4 pedone del nero · e4 re del nero · f4 pedone del nero · c3 torre del bianco · d2 pedone del nero · e2 pedone del nero | c8 alfiere del bianco · h8 cavallo del nero · a7 torre del nero · b7 pedone del nero · g7 donna del bianco · h7 pedone del nero · b6 pedone del nero · g6 cavallo del nero · a5 pedone del nero · b5 re del bianco · e5 cavallo del bianco · d4 pedone del nero · e4 re del nero · f4 pedone del nero · c3 torre del bianco · d2 pedone del nero · e2 pedone del nero | c8 alfiere del bianco · h8 cavallo del nero · a7 torre del nero · b7 pedone del nero · g7 donna del bianco · h7 pedone del nero · b6 pedone del nero · g6 cavallo del nero · a5 pedone del nero · b5 re del bianco · e5 cavallo del bianco · d4 pedone del nero · e4 re del nero · f4 pedone del nero · c3 torre del bianco · d2 pedone del nero · e2 pedone del nero | c8 alfiere del bianco · h8 cavallo del nero · a7 torre del nero · b7 pedone del nero · g7 donna del bianco · h7 pedone del nero · b6 pedone del nero · g6 cavallo del nero · a5 pedone del nero · b5 re del bianco · e5 cavallo del bianco · d4 pedone del nero · e4 re del nero · f4 pedone del nero · c3 torre del bianco · d2 pedone del nero · e2 pedone del nero | 2 |
| 1 | c8 alfiere del bianco · h8 cavallo del nero · a7 torre del nero · b7 pedone del nero · g7 donna del bianco · h7 pedone del nero · b6 pedone del nero · g6 cavallo del nero · a5 pedone del nero · b5 re del bianco · e5 cavallo del bianco · d4 pedone del nero · e4 re del nero · f4 pedone del nero · c3 torre del bianco · d2 pedone del nero · e2 pedone del nero | c8 alfiere del bianco · h8 cavallo del nero · a7 torre del nero · b7 pedone del nero · g7 donna del bianco · h7 pedone del nero · b6 pedone del nero · g6 cavallo del nero · a5 pedone del nero · b5 re del bianco · e5 cavallo del bianco · d4 pedone del nero · e4 re del nero · f4 pedone del nero · c3 torre del bianco · d2 pedone del nero · e2 pedone del nero | c8 alfiere del bianco · h8 cavallo del nero · a7 torre del nero · b7 pedone del nero · g7 donna del bianco · h7 pedone del nero · b6 pedone del nero · g6 cavallo del nero · a5 pedone del nero · b5 re del bianco · e5 cavallo del bianco · d4 pedone del nero · e4 re del nero · f4 pedone del nero · c3 torre del bianco · d2 pedone del nero · e2 pedone del nero | c8 alfiere del bianco · h8 cavallo del nero · a7 torre del nero · b7 pedone del nero · g7 donna del bianco · h7 pedone del nero · b6 pedone del nero · g6 cavallo del nero · a5 pedone del nero · b5 re del bianco · e5 cavallo del bianco · d4 pedone del nero · e4 re del nero · f4 pedone del nero · c3 torre del bianco · d2 pedone del nero · e2 pedone del nero | c8 alfiere del bianco · h8 cavallo del nero · a7 torre del nero · b7 pedone del nero · g7 donna del bianco · h7 pedone del nero · b6 pedone del nero · g6 cavallo del nero · a5 pedone del nero · b5 re del bianco · e5 cavallo del bianco · d4 pedone del nero · e4 re del nero · f4 pedone del nero · c3 torre del bianco · d2 pedone del nero · e2 pedone del nero | c8 alfiere del bianco · h8 cavallo del nero · a7 torre del nero · b7 pedone del nero · g7 donna del bianco · h7 pedone del nero · b6 pedone del nero · g6 cavallo del nero · a5 pedone del nero · b5 re del bianco · e5 cavallo del bianco · d4 pedone del nero · e4 re del nero · f4 pedone del nero · c3 torre del bianco · d2 pedone del nero · e2 pedone del nero | c8 alfiere del bianco · h8 cavallo del nero · a7 torre del nero · b7 pedone del nero · g7 donna del bianco · h7 pedone del nero · b6 pedone del nero · g6 cavallo del nero · a5 pedone del nero · b5 re del bianco · e5 cavallo del bianco · d4 pedone del nero · e4 re del nero · f4 pedone del nero · c3 torre del bianco · d2 pedone del nero · e2 pedone del nero | c8 alfiere del bianco · h8 cavallo del nero · a7 torre del nero · b7 pedone del nero · g7 donna del bianco · h7 pedone del nero · b6 pedone del nero · g6 cavallo del nero · a5 pedone del nero · b5 re del bianco · e5 cavallo del bianco · d4 pedone del nero · e4 re del nero · f4 pedone del nero · c3 torre del bianco · d2 pedone del nero · e2 pedone del nero | 1 |
|   | a | b | c | d | e | f | g | h |   |

Soluzione:
1. Cg4 !  (minaccia 2. De5+! Cxe5 3. Cf6#)

1... dxc3 2. Dxc3!  (3. Cf6#)

2...Rd5 3. Dd3#
2...f3 3. Dc4#
1... d3 2. Txd3!  (3. Dd4#; 3. Cf2#)